# Zubovskya morii
Zubovskya morii är en insektsart som först beskrevs av Bei-bienko 1931.  Zubovskya morii ingår i släktet Zubovskya och familjen gräshoppor. Inga underarter finns listade i Catalogue of Life.